# 亀山秀一
亀山 秀一（かめやま しゅういち）は、日本の国土交通官僚。日本人初の世界観光機関本部事務局長アドバイザーや、国際観光振興機構理事長代理を経て、国土交通省東北運輸局長を務めた。

## 人物・経歴
岐阜県関市出身。1984年岐阜県立関高等学校卒業。1988年東京大学法学部卒業、運輸省入省。1993年バース大学M.S. in Development Studies。
2001年国土交通省関東地方整備局港湾空港部事業計画官。2003年国土交通省大臣官房総務課専門官。2003年国土交通省大臣官房総務課長補佐。2007年ニューヨーク大学M.S. in Tourism and Travel Management。
同年国土交通省大臣官房総務課企画官（総合政策局）。2008年国際観光振興機構ニューヨーク観光宣伝事務所長。2011年観光庁国際交流推進課長。2013年国際観光振興機構事業連携推進部事業開発担当部長。2014年国際観光振興機構海外マーケティング部長。
2016年観光庁付、世界観光機関本部事務局長アドバイザー（日本人初）。2019年国土交通省大臣官房付兼観光庁観光政策統括調整官。同年国際観光振興機構理事長代理。2020年国土交通省東北運輸局長。
2021年国土交通省大臣官房付、退官、京王電鉄嘱託職員。京王電鉄戦略推進本部部長を経て、2023年京王電鉄開発事業本部聖蹟桜ヶ丘プロジェクトチーム部長。

## 親族
関市の協同印刷株式会社代表取締役社長の小川優二は実弟。